# Khô mắt

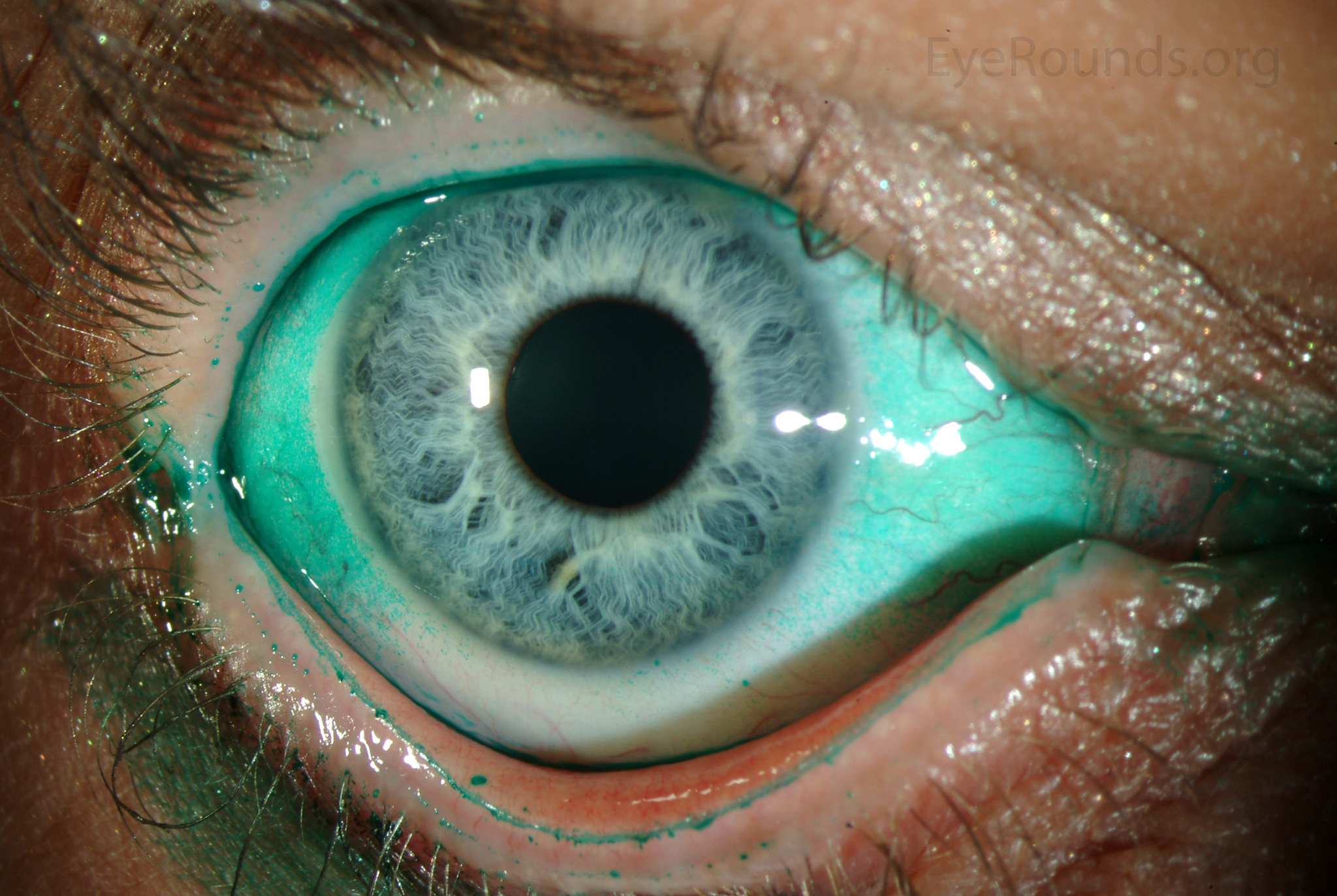
Hình ảnh minh họa

Hội chứng khô mắt (DES - Dry Eye Syndrome ) là một rối loạn phổ biến của màng phim nước mắt, ảnh hưởng đến một tỷ lệ đáng kể dân số, đặc biệt là những người lớn tuổi (ngoài 40 tuổi). Ước tính số người bị ảnh hưởng dao động từ 25-30 triệu tại Hoa Kỳ. DES có thể ảnh hưởng đến bất kỳ chủng tộc và là phổ biến hơn ở phụ nữ.

## Ba lớp chính tạo nên tuyến lệ
- Lớp trong cùng là mỏng nhất. Nó là một lớp nước nhầy. Lớp này rất mỏng, chất nhầy được sản xuất bởi các tế bào ở kết mạc. Chất nhầy này giúp cho lớp nằm phía trên chảy nước mắt trải đều trên mắt.
- Lớp giữa (hoặc dung dịch nước) lớn nhất và dày nhất. Lớp này về cơ bản là một dung dịch nước mặn rất loãng. Các tuyến lệ đạo dưới nắp trên và tuyến nước mắt phụ kiện sản xuất lớp nước này. Chức năng của lớp này là để giữ ẩm cho mắt và cảm thấy thoải mái, cũng như để rửa trôi bụi, mảnh vỡ, hoặc các vật lạ lọt vào mắt. Khi lớp này hoạt động không tốt là nguyên nhân phổ biến nhất của hội chứng khô mắt, cũng được gọi là keratoconjunctivitis sicca [3] (KCS).
- Lớp ngoài cùng là một lớp rất mỏng của lipid (chất béo hoặc dầu). Những chất béo được sản xuất bởi các tuyến meibomian và tuyến Zeis (tuyến dầu trong mí mắt). Chức năng chính của lớp lipid này là để giúp giảm sự bốc hơi của lớp nước bên dưới.

## Nguyên nhân
DES là một rối loạn phổ biến của màng phim nước mắt do một trong số các nguyên nhân sau: 
- Nước mắt tiết quá nhiều
- Nước mắt bốc hơi quá mức
- Một bất thường trong việc sản xuất chất nhầy hoặc chất béo. Thiếu nước mắt dung dịch nước (chảy nước) được gây ra bởi hoặc sản xuất kém của nước mắt chảy nước hoặc bốc hơi quá mức của lớp nước mắt chảy nước.
- Việc tiết ra ít nước mắt của các tuyến nước mắt có thể là một kết quả của tuổi tác, thay đổi nội tiết tố, hoặc các bệnh tự miễn dịch khác nhau, chẳng hạn như hội chứng Sjogren,[4] viêm khớp dạng thấp, hoặc bệnh lupus.
- Việc bốc hơi nước mắt thường là một kết quả của lớp lipid nằm phía trên không đủ.
- Một số loại thuốc, chẳng hạn như thuốc kháng histamine,[5] thuốc chống trầm cảm và thuốc tránh thai có thể làm giảm tiết nước mắt.

Nếu không thường xuyên chớp mắt hoặc không thể chớp mắt, mắt có thể khô do nước mắt bị bay hơi. 
- Khi bạn đọc, xem TV, hoặc thực hiện một nhiệm vụ mà đòi hỏi sự tập trung với đôi mắt của bạn, bạn có thể không chớp mắt như thường xuyên. Điều này cho phép bốc hơi quá mức của những giọt nước mắt.
- Một số điều kiện, chẳng hạn như đột qụy, liệt Bell làm cho việc chớp mắt khó khăn có thể dẫn đến việc bị khô mắt do nước mắt bị bốc hơi.
- Sản xuất bất thường của mucin kết mạc có thể xảy ra.
  - Điều này có thể là kết quả của hóa chất (kiềm) bỏng mắt hoặc như là kết quả của các bệnh tự miễn dịch khác nhau, chẳng hạn như hội chứng Stevens-Johnson và pemphigoid cicatricial. Sự bất thường của mucin dẫn đến việc nước mắt không lan rộng (dàn đều) trên bề mặt của mắt. Điều này có thể làm bề mặt của mắt khô và thậm chí trở nên hư hỏng, mặc dù đủ nước mắt để cung cấp cho mắt. Lớp lipid không đầy đủ là kết quả của rối loạn chức năng tuyến meibomian (tuyến meibomian là tuyến dầu ở mí mắt tạo ra lớp lipid) với rosacea hoặc như là một kết quả của việc dùng thuốc isotretinoin làm cho các tuyến dầu bị tắc, dầu quá dày hoặc có thể không có đủ dầu để ngăn chặn sự bốc hơi của nước mắt.
  - Ngoài ra, nếu bị nhiễm trùng dọc theo mí mắt hay lông mi, được gọi là viêm bờ mi, vi khuẩn có thể phân hủy dầu như vậy có thể không có đủ dầu gây ra khô mắt.

## Các triệu chứng Hội chứng khô mắt
Nếu bạn bị khô mắt (DES), bạn cũng có thể gặp các triệu chứng sau đây: 
- Cảm giác trong con mắt khô
- Nóng hoặc ngứa trong mắt
- Bị đỏ mắt
- Mờ mắt
- Một cảm giác có một vật lạ trong mắt
- Độ nhạy sáng

Các triệu chứng này trở nên tồi tệ hơn ở vùng khí hậu khô, trong điều kiện gió, nhiệt độ cao hơn, với độ ẩm thấp hơn và việc tập trung mắt kéo dài (ví dụ, đọc sách, xem TV…) trong ánh sáng tối.
Đôi khi một triệu chứng khô mắt xuất hiện liên tục quá mức làm mắt của bạn trở nên hơi khô và bị kích thích, mắt có thể bắt đầu phản xạ chảy một số lượng lớn các giọt nước mắt cùng một lúc để cố gắng làm ẩm và thoải mái cho mắt. Nhưng điều này sẽ công cải thiện được chứng khô mắt vì mắt không thể xử lý rất nhiều nước mắt tại một thời điểm, phần nước mắt dư thừa sẽ đổ trên mí mắt và xuống má của bạn và gây ra lãng phí nước mắt. Một thời gian ngắn sau đó, đôi mắt sẽ lại có cảm giác hơi khô và bị kích thích một lần nữa và toàn bộ quá trình như trên có thể lặp lại.

## Khi nào cần sự chăm sóc y tế
Bạn nên đi gặp bác sĩ chuyên khoa (một bác sĩ y khoa chuyên về chăm sóc mắt và phẫu thuật) nếu thường xuyên gặp bất kỳ triệu chứng sau đây: 
- Đau mắt
- Chảy nước mắt quá nhiều
- Rát hoặc ngứa mắt
- Bị đỏ mắt
- Tầm nhìn mờ
- Một cảm giác có một vật lạ trong mắt
- Nhạy cảm ánh sáng.

## Những câu hỏi thường gặp
- Nguyên nhân cụ thể gây khô mắt cho tôi?
- Cách hiệu quả nhất để điều trị khô mắt của tôi là gì?
- Có cách nào có thể làm để giảm bớt nhu cầu đối với thuốc nhỏ mắt hoặc nước mắt nhân tạo?

## Kiểm tra mắt
Trong quá trình kiểm tra mắt, bác sĩ nhãn khoa rất có thể sẽ có thể chẩn đoán khô mắt khi chỉ nghe khiếu nại của bạn liên quan đến đôi mắt. Tuy nhiên các xét nghiệm sau đây cũng có thể được thực hiện. 
- Mặt trước của mắt của bạn được kiểm tra bằng cách sử dụng một kính hiển vi đặc biệt:
- Số lượng và độ dày của màng nước mắt được kiểm tra.
- Sự ổn định của màng nước mắt là đánh giá
- Kiểm tra kết mạc để xác định xem có bị khô hay không.
- Giác mạc được kiểm tra để xem có bị khô hay trở nên hư hỏng.
- Các thuốc nhuộm khác nhau có thể được sử dụng trong quá trình kiểm tra mắt của bạn.
- Huỳnh quang là một loại thuốc nhuộm màu vàng giúp phân biệt tế bào biểu mô (bề mặt) đã bị mòn đi do thiếu màng phim nước mắt bảo vệ.
- Rose Bengal là một loại thuốc nhuộm màu đỏ giúp phân biệt các tế bào đã chết hoặc sắp chết cũng như nơi các tế bào khỏe mạnh không được màng phim nước mắt bảo vệ.[6]
- Lissamon xanh là một loại thuốc nhuộm màu xanh lá cây tương tự, cũng có thể giúp phân biệt giữa các tế bào bề mặt bình thường và bất thường của giác mạc và kết mạc.
- Kiểm tra Schirmer đo lượng nước mắt được sản xuất. Bác sĩ nhãn khoa sẽ đặt giấy lọc bên trong mi mắt dưới. Sau một phút, giấy lọc được lấy ra và số lượng ướt được đo. Giấy lọc bị làm ướt ít là biểu hiện của khô mắt (DES).
- Osmolarity (sức trương nước) của những giọt nước mắt có thể được đo. Đây là một thử nghiệm mới đã được phát triển để hỗ trợ trong việc chẩn đoán khô mắt - DES.
- Nếu bệnh tự miễn dịch bị nghi ngờ là nguyên nhân của khô mắt - DES, xét nghiệm máu có thể được thực hiện. Những xét nghiệm máu kiểm tra sự hiện diện của kháng thể khác nhau mà có thể liên quan đến khô mắt.

Một số quá trình mắc bệnh ảnh hưởng đến cả các tuyến nước bọt, sản xuất nước bọt trong miệng của bạn, và các tuyến lệ đạo, sản xuất nước mắt (Hiếm khi một sinh thiết tuyến nước bọt có thể được thực hiện)

## Điều trị hội chứng mắt khô
Tự chăm sóc tại nhà, Để giúp làm giảm triệu chứng khô mắt, bạn có thể dùng những lời khuyên này tại nhà: 
- Độ ẩm độ ẩm trong không khí. Với độ ẩm trong không khí, nước mắt của bạn bay hơi chậm hơn, giữ cho đôi mắt của bạn thoải mái hơn. Dùng lò sưởi vào mùa đông và điều hòa không khí trong mùa hè đều làm giảm độ ẩm trong không khí.
- Chuyển động không khí cũng gây ra khô mắt. Tránh có không khí chuyển động bằng cách giảm tốc độ của quạt và người đi lại quá mức.
- Một lượng lớn bụi và các hạt vật chất khác trong không khí có thể làm trầm trọng thêm các triệu chứng của khô mắt. Trong những tình huống đó, một bộ lọc không khí có thể hữu ích.
- Massage với sự giúp đỡ dầu gội đầu em bé bằng cách cung cấp một lớp lipid dày ổn định hơn. Điều này đặc biệt hữu ích nếu bạn có rối loạn chức năng tuyến meibomian, bệnh rosacea, hoặc viêm bờ mi. Nhiệt độ ấm lên làm cho các tuyến dầu chảy dễ dàng hơn, hành động xoa bóp dầu của các tuyến. Các hành động làm sạch làm giảm số lượng vi khuẩn phân hủy dầu.
- Nước mắt nhân tạo và thuốc nhỏ mắt và gel bôi trơn giúp cung cấp độ ẩm và bôi trơn cho bề mặt của mắt. Chúng thường được sử dụng bốn lần một ngày, nhưng chúng có thể được sử dụng thường xuyên khi cần thiết. Cần chú ý các giải pháp bảo quản được đề nghị và hướng dẫn sử dụng nếu bạn muốn sử dụng nước mắt nhân tạo hơn sáu lần một ngày.
- Thuốc mỡ bôi trơn mắt dày hơn thuốc nhỏ mắt và gel. Bởi vì thuốc mỡ dày như vậy, thuốc mỡ kéo dài lâu hơn so với thuốc nhỏ mắt và gel. Tuy nhiên, do độ dày thuốc mỡ có thể làm mờ tầm nhìn của bạn nếu được sử dụng trong ngày. Vì vậy, thuốc mỡ thường được sử dụng để bôi trơn mắt qua đêm trong khi bạn đang ngủ.
- Nếu bạn nhận thấy đôi mắt của bạn chủ yếu là khô trong khi bạn đang đọc hoặc xem TV, nghỉ giải lao thường xuyên để cho phép đôi mắt của bạn để nghỉ ngơi và trở nên ẩm ướt và thoải mái một lần nữa là hữu ích. Nhắm mắt 10 giây mỗi năm đến 10 phút sẽ làm tăng sự thoải mái của bạn, sẽ nhấp nháy thường xuyên hơn.

## Khám chữa bệnh
Nhiều phương pháp điều trị có sẵn cho khô mắt. Việc điều trị phụ thuộc vào mức độ nghiêm trọng của khô mắt - DES, bạn chỉ có thể yêu cầu máy tạo độ ẩm hoặc các thuốc nhỏ mắt thường xuyên, hoặc bạn có thể cần phải phẫu thuật để giúp điều trị khô mắt - DES. 
Các thuốc nhỏ mắt bôi trơn, thường được gọi là nước mắt nhân tạo, có thể giúp giảm khô mắt của bạn. Bác sĩ nhãn khoa của bạn có thể kê toa thuốc để giúp khô mắt.

## Một số loại thuốc
Một số thuốc theo toa có thể giúp điều trị khô mắt. 
- Chất bôi trơn mắt có thể được quy định, chẳng hạn như Lacrisert, một chèn nước mắt nhân tạo. Chèn tương tự như một ống kính và được đưa vào 1-2 lần mỗi ngày. Cellulose được chứa trong chèn và hành động để ổn định và làm dày lớp phim nước mắt trong mắt và kéo dài thời gian công trình màng nước mắt. Chèn nước mắt nhân tạo phải được đưa vào đúng cách, nếu không giác mạc bị mài mòn có thể xảy ra.
- Cyclosporine 0,5% (Restasis) sẽ giúp giảm bất kỳ viêm nhiễm trên bề mặt của mắt, các viêm nhiễm này được cho là làm giảm khả năng của mắt để duy trì một bộ phim nước mắt khỏe mạnh. Sử dụng hai lần một ngày, 0,5% cyclosporine giúp bạn có những giọt nước mắt khỏe mạnnh cung cấp cho mắt bạn.
- Corticosteroid (Lotemax, Alrex, FML, Vexol), sử dụng riêng hoặc sử dụng kết hợp với Cyclosporine, làm giảm các dấu hiệu và triệu chứng của khô mắt. Mặc dù vẫn chưa được FDA phê duyệt cho việc điều trị khô mắt nhưng chúng đang được sử dụng thành công bởi các bác sĩ nhãn khoa. Corticosteroid, nếu sử dụng vượt quá, có thể có một số tác dụng phụ, Giống như tất cả các loại thuốc, thuốc này chỉ nên được sử dụng dưới sự giám sát của bác sĩ và theo hướng dẫn của từng cá nhân.
- Kháng viêm không steroid chống viêm giảm (Voltaren, Acular, Nevanac, Xibrom) tương tự như vậy làm giảm viêm kết hợp với điều trị khô mắt.
- Thuốc kháng sinh được sử dụng nếu bạn có viêm bờ mi hay rối loạn chức năng tuyến meibomian.

Thuốc mỡ kháng sinh nhỏ mắt, chẳng hạn như erythromycin và bacitracin được sử dụng vào ban đêm trong khoảng 7 đến 10 ngày để giảm số lượng vi khuẩn phá vỡ lớp lipid của màng nước mắt của bạn. Kháng sinh uống, đặc biệt là tetracycline và doxycycline, không chỉ giúp giảm số lượng vi khuẩn nhưng cũng giúp đỡ để làm cho nhiều dầu, chất lỏng chảy ra khỏi các tuyến dầu dễ dàng hơn.

## Phẫu thuật
Các tiểu phẫu khác nhau có thể giúp trong việc điều trị của khô mắt. 
- Gần góc trong của mí mắt mỗi khe hở nhỏ, được gọi là punctae, là sự khởi đầu của hệ thống thoát nước mắt bình thường. Một thủ tục được gọi là tắc punctal có thể giúp đỡ bằng cách giảm thoát nước bình thường của những giọt nước mắt của bạn ra khỏi mắt và xuống hệ thống thoát nước mắt, vào mặt sau của mũi, xuống cổ họng của bạn. Tắc punctal thường là một phẫu thuật rất đơn giản và chỉ mất một vài phút.
- Đôi khi, trong trường hợp nghiêm trọng của DES, những lỗ này là vĩnh viễn bị tắc, thông thường bằng cách đốt hoặc laser. Điều này hoàn thành những điều tương tự như các phích cắm, nhưng nó là rất khó khăn, nếu không nói là không thể đảo ngược.
- Nếu bạn gặp khó khăn trong việc nhắm mắt của bạn vì bất cứ lý do gì, mắt của bạn có thể khô do bay hơi nước mắt.
- Lateral tarsorrhaphy là một phẫu thuật trong đó một phần ba của mí mắt của bạn được may lại với nhau để làm mắt không mở lớn và mi mắt dễ dàng nhắm hơn.
- Nếu bị đột quỵ hoặc tổn thương thần kinh giữ mí mắt của bạn từ đóng cửa đúng cách, trọng lượng vàng nhỏ có thể được cấy vào mí mắt trên của bạn để giúp nó gần.

## Các trị liệu
- Nếu bạn có triệu chứng khô mắt nhẹ, bạn có thể chỉ cần hàng năm theo kiểm tra với bác sĩ nhãn khoa của bạn.
- Nếu bạn có nghiêm trọng hơn khô mắt - DES, bạn nên gặp BS nhãn khoa thường xuyên hơn tùy vào mức độ khô mắt.

## Phòng chống
Khô mắt có thể không được ngăn chặn, bạn có thể giúp làm giảm ảnh hưởng của nó thông qua một số gợi ý tự chăm sóc đã được đưa ra. 
Hầu hết mọi người bị khô mắt không có gì phải lo lắng về nhiều hơn một sự bất tiện gây phiền nhiễu. Mặc dù các triệu chứng của bạn có thể làm cho hoạt động của cuộc sống hàng ngày (ví dụ, đọc sách, xem TV, lái xe) không mất tầm nhìn dài hạn Đối với những người nghiêm trọng hơn, có thể dẫn đến tăng nguy cơ nhiễm trùng nặng. Có thể gây sẹo và thậm chí thủng giác mạc có thể xảy ra. Kết quả là, tầm nhìn, hoặc thậm chí bản thân mắt, có thể vĩnh viễn mất đi.